# Kia Vaughn
Kia Vaughn (ur. 24 stycznia 1987 w Nowym Jorku) – amerykańska koszykarka występująca na pozycji środkowej, posiadająca także czeskie obywatelstwo, reprezentantka Czech.
20 września 2019 została zawodniczką tureckiego Elazig Il Ozel Idare.
24 lutego 2020 dołączyła do Phoenix Mercury. 5 lutego 2021 przedłużyła umowę z klubem. 31 stycznia 2022 została wytransferowana do Atlanty Dream w zamian za wybór trzeciej rundy draftu 2023 roku.

## Osiągnięcia
Stan na 17 czerwca 2023, na podstawie, o ile nie zaznaczono inaczej.

### NCAA
- Wicemistrzyni NCAA (2007)
- Uczestniczka rozgrywek:
  - Elite 8 turnieju NCAA (2007, 2008)
  - Sweet 16 turnieju NCAA (2006–2009)
- Mistrzyni:
  - turnieju konferencji Big East (2007)
  - sezonu regularnego Big East (2006)
- Zaliczona do:
  - I składu:
    - Big East (2007)
    - turnieju Big East (2007)
    - NCAA Final FOur (2007)
    - Kodak/WBCA All-American i Kodak/WBCA All-Region 8 (2007)

  - składu honorable mention All-America (2007 przez Associated Press)

### WNBA
- Największy postęp WNBA (2011)

### Drużynowe
- Mistrzyni:
  - Euroligi (2015)
  - EuroCup (2011)[7]
  - Czech (2013–2016)[8][9][10][11]
  - Włoch (2012)[12]
  - Izraela (2010, 2011)[13][7]
  - Turcji (2018, 2019, 2021)
- 3. miejsce w Eurolidze (2021)
- 4. miejsce w Eurolidze (2016, 2017)
- Zdobywczyni:
  - pucharu:
    - Turcji (2019)
    - Czech (2014, 2015)[9][10]
    - Włoch (2012)[12]
    - Izraela (2010, 2011)[13][7]

  - Superpucharu Europy (2015)
- Finalistka pucharu Czech (2013)[8]

### Indywidualne
- MVP:
  - Final Four Euroligi (2015)
  - finałów ligi czeskiej (2016)[11]
  - ligi włoskiej (2012 według eurobasket.com)[12]
- Środkowa roku ligi czeskiej (2013 według eurobasket.com)[8]
- Skrzydłowa roku ligi włoskiej (2012 według eurobasket.com)[12]
- Najlepsza zagraniczna zawodniczka sezonu ligi (według eurobasket.com):
  - włoskiej (2012)[12]
  - czeskiej (2014)[9]
- Zaliczona do (przez eurobasket.com):
  - I składu:
    - ligi:
      - izraelskiej (2011)[7]
      - włoskiej (2012)[12]
      - czeskiej (2013, 2014)[8][9]

    - zawodniczek zagranicznych ligi:
      - izraelskiej (2011)[7]
      - włoskiej (2012)[12]
      - czeskiej (2013, 2014, 2016)[8][9][11]

  - honorable mention ligi:
    - izraelskiej (2010)[13]
    - czeskiej (2015, 2016)[10][11]
- Uczestniczka meczu gwiazd ligi włoskiej (2012)[12]

### Reprezentacja
- Mistrzyni:
  - świata U–21 (2007)
  - Ameryki U–20 (2006)
- Uczestniczka mistrzostw Europy (2017 – 13. miejsce)